# Хьюз, Сара Тилман
Сара Тилман Хьюз (англ. Sarah Tilghman Hughes; 2 августа 1896, Балтимор — 23 апреля 1985, Даллас) — американский юрист и федеральный судья. Работала в Окружном суде США по Северному округу Техаса. Наиболее известна приведением к присяге Линдона Джонсона в качестве 36-го президента США на борту Air Force One после убийства Джона Кеннеди в Далласе 22 ноября 1963 года. По состоянию на 2025 год, являлась единственной женщиной в истории Соединённых Штатов, приведшей к присяге президента. Фотография, на которой Хьюз принимает присягу Линдона Джонсона, считается самой известной фотографией когда-либо сделанной на борту Air Force One.